# Daniel Kaswanga
Daniel Jerem Kaswanga (ur. 1 stycznia 1960) – malawijski kolarz szosowy, olimpijczyk.
Dwukrotny uczestnik igrzysk olimpijskich (IO 1984, IO 1988). Podczas igrzysk w Los Angeles zajął ostatnie, 26. miejsce w drużynowej jeździe na czas na dystansie 100 km. Nie ukończył wyścigu indywidualnego ze startu wspólnego. Na igrzyskach w Seulu w 1988 roku osiągnął ostatnie, 30. miejsce w drużynowej jeździe na czas.